# Gitting (Niederleierndorf)
Gitting war ein Dorf der Gemeinde Niederleierndorf Im niederbayerischen Landkreis Kelheim.
Seine Lage war im Tal der Großen Laber zwischen den Orten Niederleierndorf und Oberleierndorf. Heute wird der alte Dorfkern durch die Gittinger Straße in Niederleierndorf in der Gemeinde Langquaid markiert.
Die ehemalige Gemeinde Gitting im Bezirk des Landgerichts Rottenburg wurde 1853 nach Niederleierndorf eingemeindet. Die Einwohnerzahl lag 1840 bei 76 und 1852 bei 154 Einwohnern. Bei der Volkszählung 1871 hatte Gitting 163 Einwohner. 1950 und 1961 wird der Ort bei den Volkszählungen nicht getrennt erfasst und beschrieben als „mit Niederleierndorf verbunden“. Die letzte verfügbare Einwohnerzahl stammt von der Volkszählung 1925, als im Dorf 16 Wohngebäude und 88 Einwohner erfasst wurden.